# Lockwood (Missouri)
Lockwood – miasto w Stanach Zjednoczonych, w stanie Missouri, w hrabstwie Dade.